# Deutsche Meisterschaften 1938
Als Deutsche Meisterschaft(en) 1938 oder DM 1938 bezeichnet man folgende Deutsche Meisterschaften, die im Jahr 1938 stattgefunden haben: 
- Deutsche Eishockey-Meisterschaft 1938
- Deutsche Fechtmeisterschaften 1938
- Deutsche Fünfkampf-Meisterschaft 1938
- Deutsche Meisterschaft im Feldhockey 1938 (Herren)
- Deutsche Leichtathletik-Meisterschaften 1938
- Deutsche Schwimmmeisterschaften 1938
- Deutsche Skeleton-Meisterschaft 1938
- Deutsche Turnmeisterschaften 1938
- Deutsche Turnvereinsmeisterschaft 1938
- Deutsches Meisterschaftsrudern 1938
- Deutsches Turn- und Sportfest 1938
- Deutsche Tischtennis-Meisterschaft 1938